# Бальмонт, Екатерина Алексеевна
Екатерина Алексеевна Бальмонт (урожд. Андреева; 1867, Москва ― 1950, там же) ― русский литератор, переводчик и мемуаристка, вторая жена поэта Константина Бальмонта, сестра писательницы Александры Андреевой.

## Биография
Родилась в московской богатой купеческой семье Андреевых-Королёвых. Отец, Алексей Васильевич Андреев, владел большим магазином на Тверской, гостиницей «Дрезден», городской усадьбой в Брюсовом переулке. Дед по материнской линии — русский купец 1-й гильдии Михаил Леонтьевич Королёв.
Отец дал дочери прекрасное по тем временам образование. Екатерина Алексеевна вспоминала: «Семья моя Андреевых интересна тем, что она одна из первых (в середине XIX века) явила тип новых купцов, ничем не похожих на грубых безграмотных купцов времени Островского — ни в приёмах своей торговой деятельности, ни в семейном укладе».
Екатерина Алексеевна посещала Высшие женские курсы, по сути была одной из самых образованных тогдашних московских женщин, знала не только современную русскую, но и западную литературу, участвовала в подготовке книг, выпускаемых её родственниками Сабашниковыми ― «Страны, века, народы», публиковалась в журнале «Северный вестник», издаваемом А. В. Сабашниковой (Евреиновой). Она довольно близко познакомилась с А. Ахматовой, М. Цветаевой, М. Волошиным, бывая у него в Крыму.
В 1896 году Екатерина Алексеевна знакомится с поэтом Константином Бальмонтом. «Со мной моя черноглазая лань!» ― пишет поэт матери. Он разводится с первой женой, но суд, разрешая жене вступить во второй брак, отказывал в этом Бальмонту. Однако, Бальмонт не остановился: найдя какой-то документ, подтверждающий, что он холост, поэт ведёт невесту к алтарю. Они обвенчались и тут же уехали в свадебное путешествие ― сначала во Францию, затем в Испанию, Голландию, Англию.
Бальмонт, как и жена, очень интересовался европейской литературой. Они перевели на русский язык несколько французских стихотворений, пьесы Герхарда Гауптмана, Одда Нансена. По приезде в Москву, Екатерина Алексеевна опубликовала переводы О. Уайльда, Э. По, К. Гамсуна, Г. Ибсена — за подписью Ек. Андреева и Ек. Бальмонт. Вместе с сестрой А. А. Андреевой перевела на французский язык книгу Т. А. Кузьминской «Моя жизнь дома и в Ясной Поляне».
С 1906 года состояла в антропософском обществе, куда её привёл Рудольф Штайнер, участвовала в спиритических сеансах. По всей видимости, сильное влияние на неё оказала ученица Штайнера Анна Минцлова, привлекшая в московский теософский кружок М. Волошина, Сабашниковых и др.
Сначала семейная жизнь складывалась как будто неплохо. Борис Зайцев вспоминает о Екатерине Алексеевне как о женщине «изящной, прохладной и благородной, высоко культурной и не без властности». Их квартира была «делом рук Екатерины Алексеевны, как и образ жизни их тоже во многом ею направлялся». Бальмонт находился «…в верных, любящих и здоровых руках и дома вёл жизнь даже просто трудовую».
У них 25 декабря 1900 (7 января 1901) года родилась дочь — Нина Константиновна Бальмонт-Бруни (умерла в Москве в 1989 году), которой поэт посвятил сборник «Фейные сказки». Впоследствии Нина в 1919 году вышла в Миассе замуж за художника Льва Бруни, родила семерых детей.
Однако вскоре, пользующийся успехом у женщин, Константин Бальмонт заводит очередной роман с Е. К. Цветковской, у которой от него в 1907 году родилась дочь Мирра ― поэт назвал её в память о Мирре Лохвицкой. Нина Петровская, ушедшая от Бальмонта к Брюсову, вспоминала о первом: «Прежде всего, нужно было выбрать в поведении с ним определённый стиль и такового держаться. То есть или стать спутницей его „безумных ночей“, бросив в эти чудовищные костры все своё существо, до здоровья включительно, или перейти в штат его „жен-мироносиц“, смиренно следующих по пятам триумфальной колесницы, говорящих хором только о нём, дышащих только фимиамом его славы и бросивших даже свои очаги, возлюбленных и мужей для этой великой миссии. Или же оставалось холодно перейти на почву светского знакомства, то есть присутствовать в назначенные дни на пятичасовых чаях, которыми сам триумфатор тяготился безмерно и к которым он выходил настоящим „человеком в футляре“ с хмурым, скучающим, а иногда и без маски совсем, с каким-то звериным лицом».
После разрыва с Бальмонтом уехала на Урал, где в 1916—1920 годах работала в Миассе на заводе, затем в гимназии библиотекарем, преподавала французский. В 1920 году с семьёй дочери вернулась в Москву, работала переводчицей в издательствах.
Скончалась в 1950 году. Похоронена на Даниловском кладбище.